# Circumdaksha chloroleuca
Circumdaksha chloroleuca är en insektsart som först beskrevs av Walker 1870.  Circumdaksha chloroleuca ingår i släktet Circumdaksha och familjen Flatidae. Inga underarter finns listade i Catalogue of Life.